# Gyalumáre
Gyalumáre románul: Dealu Mare, falu Romániában, Erdélyben, Hunyad megyében.

## Fekvése
Dévától északnyugatra fekvő település.

## Története
Gyalumára, Dalmár nevét 1484-ben említette először oklevél p. Dalwmar néven.
Későbbi névváltozatai: 1516-ban Dalmarfalwa, 1519-ben p. Dalmar, 1733-ban Gyalumare, 1750-ben Gyalu Mare, 1808-ban Gyalumáre, 1861-ben Gyálu-Máre, 1888-ban Gyálumáre, 1913-ban Gyalumare.
1519-ben p. Dalmar a Barancskaiaké és zálog ~ vétel útján a Werbőczyeké és más birtokosé volt.
A trianoni békeszerződés előtt Hunyad vármegye Dévai járásához tartozott.
1910-ben 44 román lakosa volt, melyből 442 görögkeleti ortodox volt.

### Gyalumáre és környéke a régi térképeken

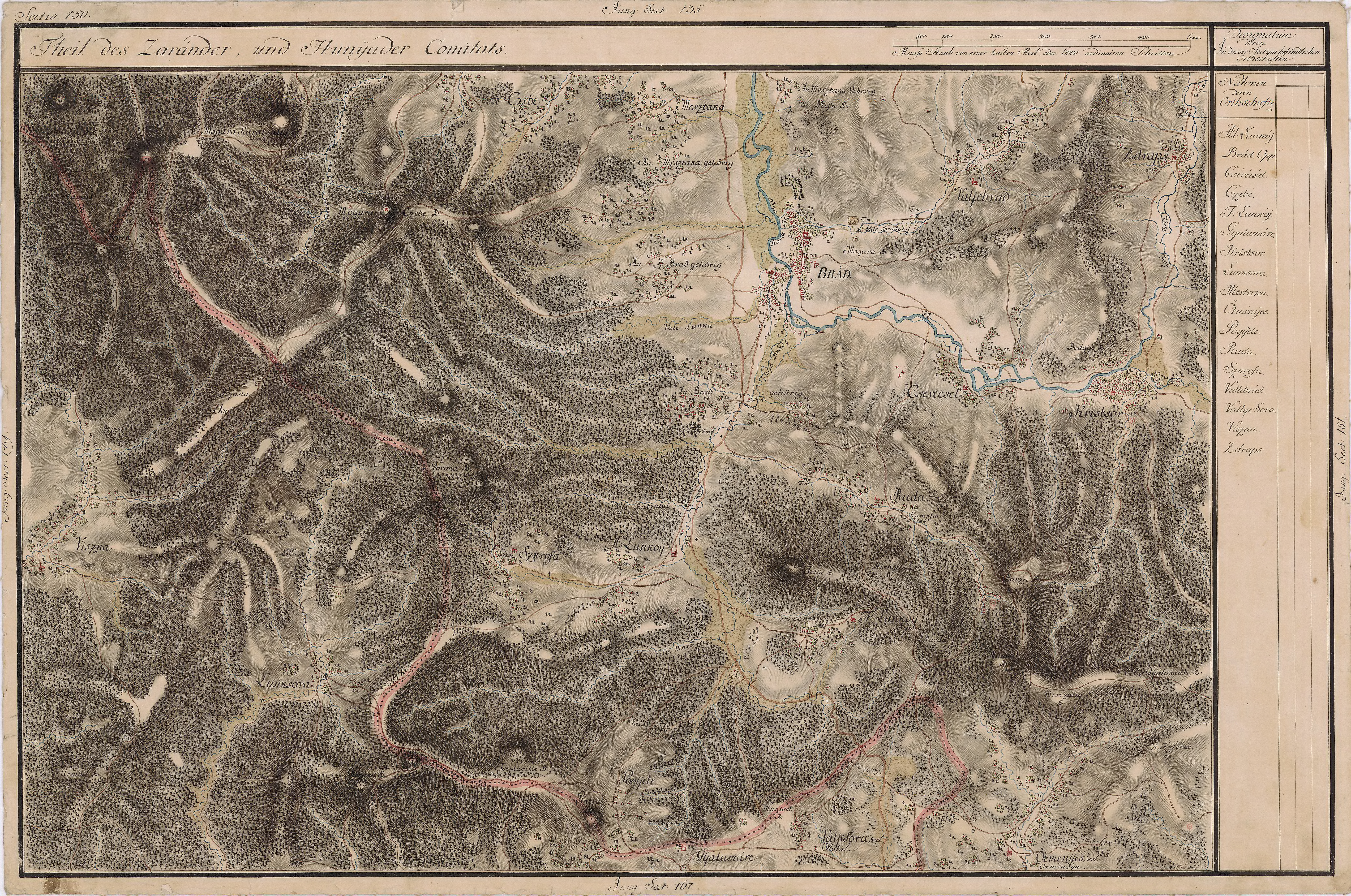
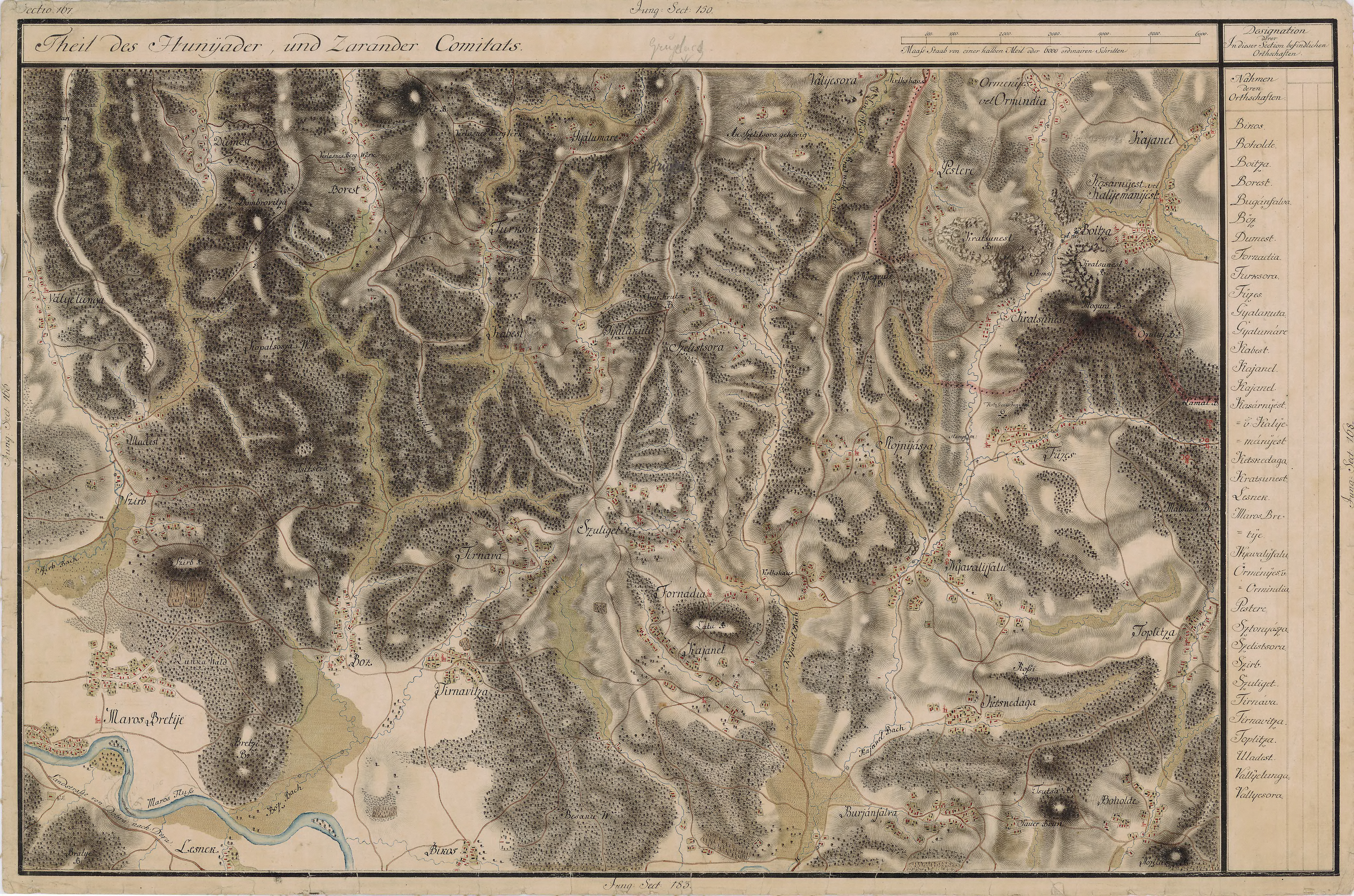